# Galactica caradjae
Galactica caradjae är en fjärilsart som beskrevs av Walsingham 1911. Galactica caradjae ingår i släktet Galactica och familjen Galacticidae. Inga underarter finns listade i Catalogue of Life.